# 217398 Tihany
217398 Tihany è un asteroide della fascia principale. Scoperto nel 2005, presenta un'orbita caratterizzata da un semiasse maggiore pari a 2,2796684 UA e da un'eccentricità di 0,1945452, inclinata di 6,07396° rispetto all'eclittica.